# Tony Jackson
Anthony B. „Tony” Jackson (ur. 7 listopada 1942 w Nowym Jorku, zm. 28 października 2005 tamże) – amerykański koszykarz, występujący na pozycjach rzucającego obrońcy lub niskiego skrzydłowego.

## Osiągnięcia
Na podstawie, o ile nie zaznaczono inaczej.
NCAA
- Uczestnik turnieju NCAA (1961)
- Mistrz:
  - turnieju National Invitation Tournament (NIT – 1959)
  - sezonu regularnego konferencji Metropolitan New York (1961)
- MVP turnieju NIT (1959)[4]
- Laureat Haggerty Award (1961)[5]
- Zaliczony do:
  - II składu All-American (1960, 1961)
  - III składu All-American (1959 przez NABC)
- Drużyna St. John's Red Storm zastrzegła należący do niego numer 24

AAU
- Zaliczony do I składu Amateur Athletic Union Men's Basketball All-Americans (1961)

ABL
- Zaliczony do II składu ABL (1962)

ABA
- Uczestnik meczu gwiazd ABA (1968)[6][7]